# Yonga Sun

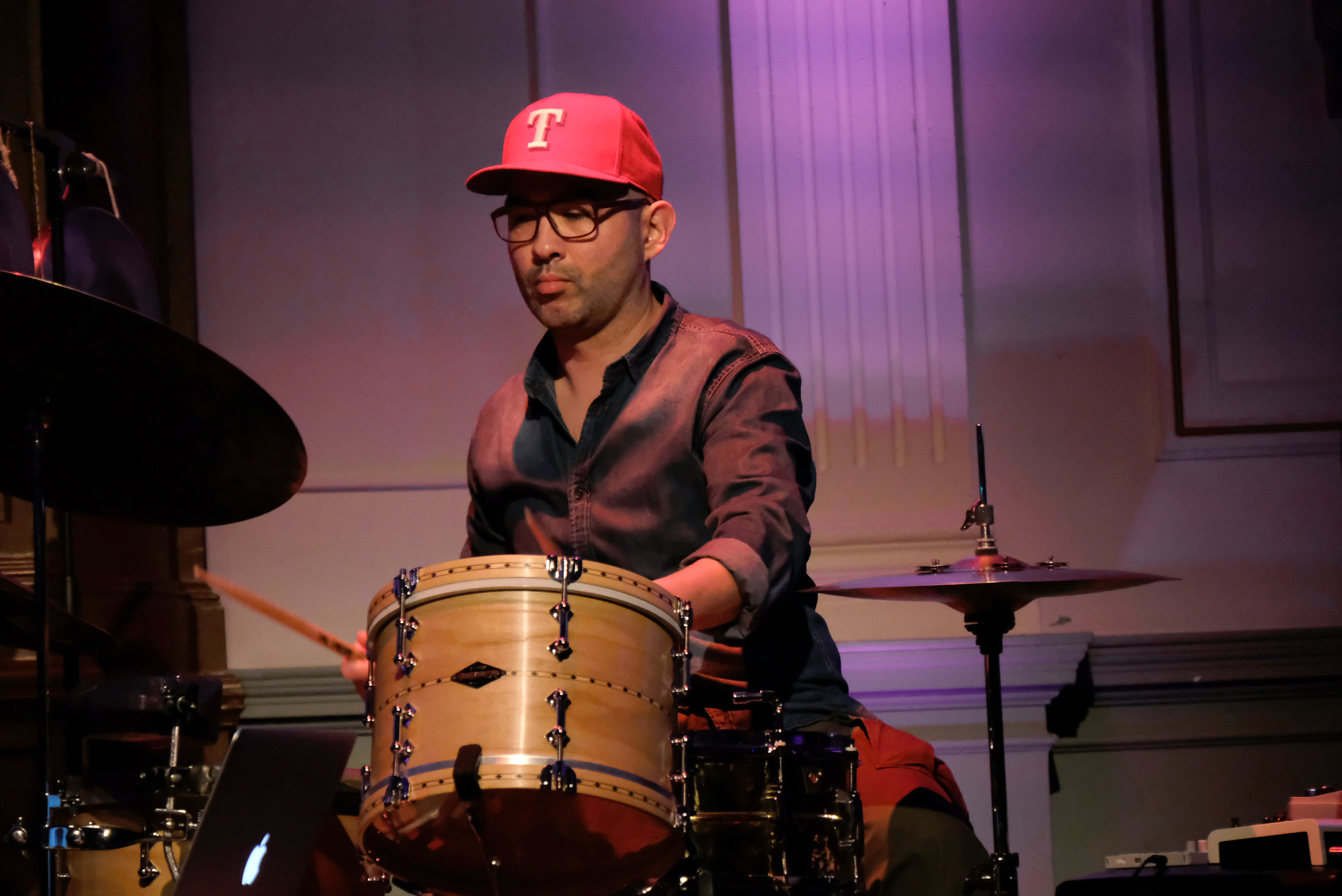
Yonga Sun, 2018

Yonga Sun (* 13. Mai 1977 in Trier als: Yonga Liebertz) ist ein deutscher Jazzmusiker (Schlagzeug, Perkussion) koreanischer Herkunft, der auch im Bereich der Pop und Improvisierten Musik hervorgetreten ist.

## Wirken
Sun, der im niederländischen Arnheim lebt, studierte am dortigen Konservatorium, wo er nach dem Bachelor 2004 den Master absolvierte. war der musikalische Leiter der Popband um die niederländische Pop-Sängerin Lavalu (Hope or Liquid Courage, 2009). Er gehörte zu Markus Stockhausens Eternal Voyage, dem Ad Colen Quartet und dem Ensemble Talking Cows von Robert Vermeulen und Frans Vermeerssen, mit dem er auf zwei Alben zu hören ist. Weiterhin spielte er in den Bands Small Friendly Giants, Square Orange, Brabants Ensemble Avonturlijke Muziek und Corrie van Binsbergens Vanbinsbergen Playstation, mit der er zwei Alben vorlegte. Im Bereich des Jazz gehört er zu den Gruppen von Bo van de Graaf, Franz von Chossy, Wiro Mahieu und Matthias Goebel.

## Preise und Auszeichnungen
Yonga Sun erhielt 2005 den ersten Preis als „Bester Solist“ in der Dutch Jazz Competition beim North Sea Jazz Festival.

## Diskographische Hinweise
- Albert van Veenendaal / Meinrad Kneer / Yonga Sun Songs to Dance Strangely with (2005)
- Veenendaal/ Kneer/ Sun Predictable Point of Impact (Evil Rabbit, 2006)